# Badminton nos Jogos Olímpicos de Verão de 1992 - Duplas femininas
O Badminton nos Jogos Olímpicos de Verão de 1992 - Duplas femininas foi a primeira edição da competição nos Jogos Olímpicos. Teve como vencedoras Hwang Hye-young e Chung So-young, da Coreia do Sul.

## Chaves

### Primeira fase - Duplas feminino
| Harumi Kohara / Hisuko Mizui, JPN             | (15-6, 15-12)        | Linda French / Joy Kitzmiller, USA          |
| Julie Bradbury / Gillian Clark, GBR           | (15-10, 4-15, 17-15) | Erma Sulistianingsih / Rosiana Tendean, INA |
| Katrin Schmidt / Kerstin Ubben, GER           | (15-7, 15-9)         | Andrea Dako / Csilla Forian, HUN            |
| Kimiko Jinnai / Hisako Mori, JPN              | (14-18, 18-14, 10-2) | Pernille Dupont / Grete Mogensen, DEN       |
| Bożena Bąk / Wioletta Wilk, POL               | (17-16, 15-8)        | Irina Dimitrova / Nely Nedjalkova, BUL      |
| Anna Lao / Rhonda Cator, AUS                  | (15-3, 15-6)         | Silvia Albrech / Bettina Villars, SUI       |
| Tomomi Matsuo / Kyoko Sasage, JPN             | (15-1, 15-2)         | Diana Filipova / Diana Koleva, BUL          |
| Finarsih / Lili Tampi, INA                    | (15-1, 15-9)         | Bożena Haracz / Beata Syta, POL             |
| Mulasar / Sansani, THA                        | (18-15, 15-5)        | Martine de Souza / Vandanah Seesurun, MAU   |
| Gil Young Ah / Shim Eun Jung, KOR             | (15-4, 15-2)         | Tammy Jenkins / Rhona Robertson, NZL        |
| Catrine Bengtsson / Maria Bengtsson, SWE      | (15-10, 7-15, 15-8)  | Eline Coene / Erica van den Heuvel, NED     |
| Gillian Gowers / Sarah Sanky, GBR             | (15-10, 9-15, 15-12) | Virginie Delvingt / Christelle Mol, FRA     |
| Lisbet Stuer-Lauridsen / Marlene Thomsen, DEN | (15-7, 15-7)         | Denyse Julien / Doris Piche, CAN            |

### Oitavas de final - Duplas feminino
| Hwang Hye Young / Chung So-Young, KOR    | (15-11, 15-2) | Harumi Kohara / Hisuko Mizui, JPN             |
| Julie Bradbury / Gillian Clark, GBR      | (18-14, 15-5) | Katrin Schmidt / Kerstin Ubben, GER           |
| Lin Yan Fen / Yao Fen, CHN               | (15-7, 15-6)  | Kimiko Jinnai / Hisako Mori, JPN              |
| Anna Lao / Rhonda Cator, AUS             | (15-3, 15-12) | Bożena Bąk / Wioletta Wilk, POL               |
| Finarsih / Lili Tampi, INA               | (15-11, 15-8) | Tomomi Matsuo / Kyoko Sasage, JPN             |
| Gil Young Ah / Shim Eun Jung, KOR        | (15-8, 15-6)  | Mulasar / Sansani, THA                        |
| Catrine Bengtsson / Maria Bengtsson, SWE | (15-8, 15-8)  | Gillian Gowers / Sarah Sanky, GBR             |
| Guan Weizhen / Nong Qunhua, CHN          | (15-3, 15-12) | Lisbet Stuer-Lauridsen / Marlene Thomsen, DEN |

### Finais
|  | Quartas de final                  | Quartas de final                  | Quartas de final         | Quartas de final         | Quartas de final |                                |                                | Semifinais | Semifinais | Semifinais | Semifinais | Semifinais |  |  | Final                          | Final                          | Final | Final | Final |
|  |                                   |                                   |                          |                          |                  |                                |                                |            |            |            |            |            |  |  |                                |                                |       |       |       |
|  | Hwang Hye-young Chung So-young    | Hwang Hye-young Chung So-young    | 15                       | 15                       |                  |                                |                                |            |            |            |            |            |  |  |                                |                                |       |       |       |
|  | Julie Bradbury Gillian Clark      | Julie Bradbury Gillian Clark      | 5                        | 5                        |                  |                                |                                |            |            |            |            |            |  |  |                                |                                |       |       |       |
|  | Julie Bradbury Gillian Clark      | Julie Bradbury Gillian Clark      | 5                        | 5                        |                  | Hwang Hye-young Chung So-young | Hwang Hye-young Chung So-young | 15         | 15         |            |            |            |  |  |                                |                                |       |       |       |
|  |                                   |                                   |                          |                          |                  | Hwang Hye-young Chung So-young | Hwang Hye-young Chung So-young | 15         | 15         |            |            |            |  |  |                                |                                |       |       |       |
|  |                                   | Lin Yan Fen Yao Fen               | Lin Yan Fen Yao Fen      | 8                        | 9                |                                |                                |            |            |            |            |            |  |  |                                |                                |       |       |       |
|  | Lin Yan Fen Yao Fen               | Lin Yan Fen Yao Fen               | Lin Yan Fen Yao Fen      | 8                        | 9                | 18                             | 15                             |            |            |            |            |            |  |  |                                |                                |       |       |       |
|  | Lin Yan Fen Yao Fen               | Lin Yan Fen Yao Fen               |                          |                          |                  | 18                             | 15                             |            |            |            |            |            |  |  |                                |                                |       |       |       |
|  | Anna Lao Rhonda Cator             | Anna Lao Rhonda Cator             | 13                       | 5                        |                  |                                |                                |            |            |            |            |            |  |  |                                |                                |       |       |       |
|  |                                   |                                   |                          |                          |                  |                                |                                |            |            |            |            |            |  |  | Hwang Hye-young Chung So-young | Hwang Hye-young Chung So-young | 18    | 12    | 15    |
|  |                                   |                                   | Guan Weizhen Nong Qunhua | Guan Weizhen Nong Qunhua | 16               | 15                             | 13                             |            |            |            |            |            |  |  |                                |                                |       |       |       |
|  | Gil Young-ah Shim Eun-jung        | Gil Young-ah Shim Eun-jung        | 15                       | 15                       |                  |                                |                                |            |            |            |            |            |  |  |                                |                                |       |       |       |
|  | Finarsih Lili Tampi               | Finarsih Lili Tampi               | 8                        | 3                        |                  |                                |                                |            |            |            |            |            |  |  |                                |                                |       |       |       |
|  | Finarsih Lili Tampi               | Finarsih Lili Tampi               | 8                        | 3                        |                  | Gil Young-ah Shim Eun-jung     | Gil Young-ah Shim Eun-jung     | 12         | 15         | 8          |            |            |  |  |                                |                                |       |       |       |
|  |                                   |                                   |                          |                          |                  | Gil Young-ah Shim Eun-jung     | Gil Young-ah Shim Eun-jung     | 12         | 15         | 8          |            |            |  |  |                                |                                |       |       |       |
|  |                                   | Guan Weizhen Nong Qunhua          | Guan Weizhen Nong Qunhua | 15                       | 2                | 15                             |                                |            |            |            |            |            |  |  |                                |                                |       |       |       |
|  | Guan Weizhen Nong Qunhua          | Guan Weizhen Nong Qunhua          | Guan Weizhen Nong Qunhua | 15                       | 2                | 15                             | 15                             | 15         |            |            |            |            |  |  |                                |                                |       |       |       |
|  | Guan Weizhen Nong Qunhua          | Guan Weizhen Nong Qunhua          |                          |                          |                  |                                | 15                             | 15         |            |            |            |            |  |  |                                |                                |       |       |       |
|  | Catrine Bengtsson Maria Bengtsson | Catrine Bengtsson Maria Bengtsson | 4                        | 9                        |                  |                                |                                |            |            |            |            |            |  |  |                                |                                |       |       |       |